# 长吻银鲛属
长吻银鲛属（学名：Rhinochimaera）也作长鼻银鲛属，银鲛目长吻银鲛科的一属。

## 特征
吻部长直。无臀鳍。头背不突出于吻背。额鳍脚短，小于成年雄鱼的眼径。下颌细长，口在眼前面。鼻孔、唇和口突出于吻腹。齿板窄，边缘锋利，无齿脊和齿柄，适用于切割但不适于压碎食物。腭齿和下颌齿板极为狭窄和延长。胸鳍狭窄，长度为其前缘长度的一般或更短。

## 物种
本属目前包含以下3种：
- 非洲长吻银鲛 Rhinochimaera africana Compagno, Stehmann & Ebert, 1990
- 大西洋长吻银鲛 Rhinochimaera atlantica Holt & Byrne, 1909
- 太平洋长吻银鲛 Rhinochimaera pacifica (Mitsukuri, 1895)